# Stijgbeugelkan

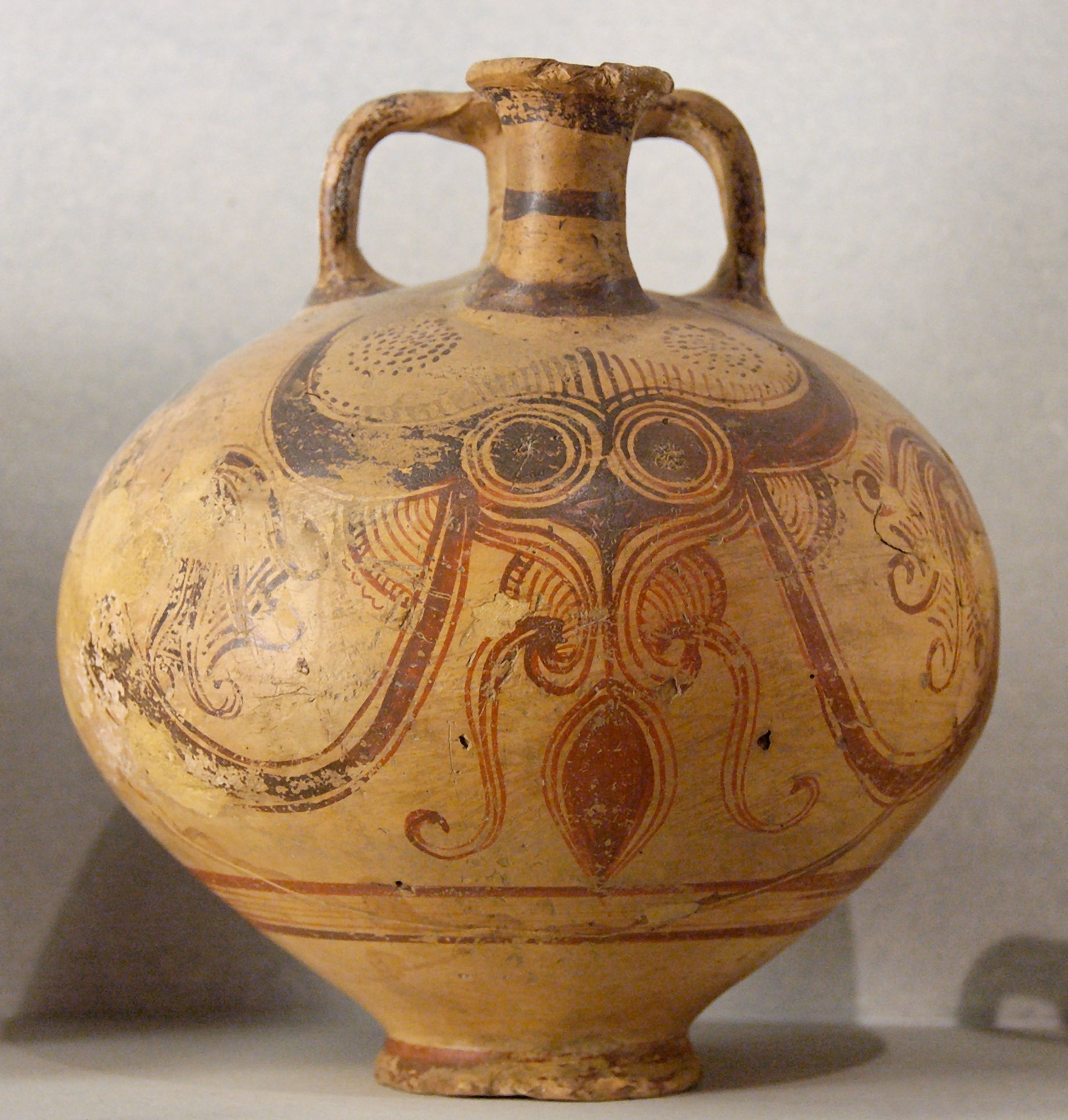
Stijgbeugelkan met octopus versiering, Rhodos, LH III C1, circa 1200-1100 BC (Louvre).

De stijgbeugelkan is een aardewerken kruik, peervormig, bol of afgeplat, zeer geliefd bij de laat-Minoïsche en Myceense pottenbakkers. 
De naam is ontleend aan de eigenaardige top, een halsje met een handvat naar beide kanten, gelijkend op een stijgbeugel. Een aparte tuit, cilindervormig, bevindt zich op het schoudergedeelte. De grotere kruiken bevatten olie en andere vloeistoffen van waarde; de kleine, met een beschilderd decor, waren bestemd voor parfums. 
Myceens en Minoïsch aardewerk was omstreeks 1500 v. Chr. geliefd in het gehele Middellandse Zeegebied en werd ook veel geëxporteerd. Er is Myceens aardewerk teruggevonden in Egypte, de Balkan, en het huidige Turkije.
In het Engels wordt dit type Oudgrieks aardewerk ook wel een stirrup vase genoemd, naar het Engelse woord stirrup, dat stijgbeugel betekent. In het Nederlands wordt dit type pot ook wel stijgbeugelpot of beugelkan genoemd.